# Gneo Domizio Enobarbo (console 122 a.C.)
Gneo Domizio Enobarbo (latino: Cnaeus Domitius Ahenobarbus; ... – 104 a.C.) fu console romano nel 122 a.C.. Era il figlio di Gneo Domizio Enobarbo, che fu console nel 162 a.C..

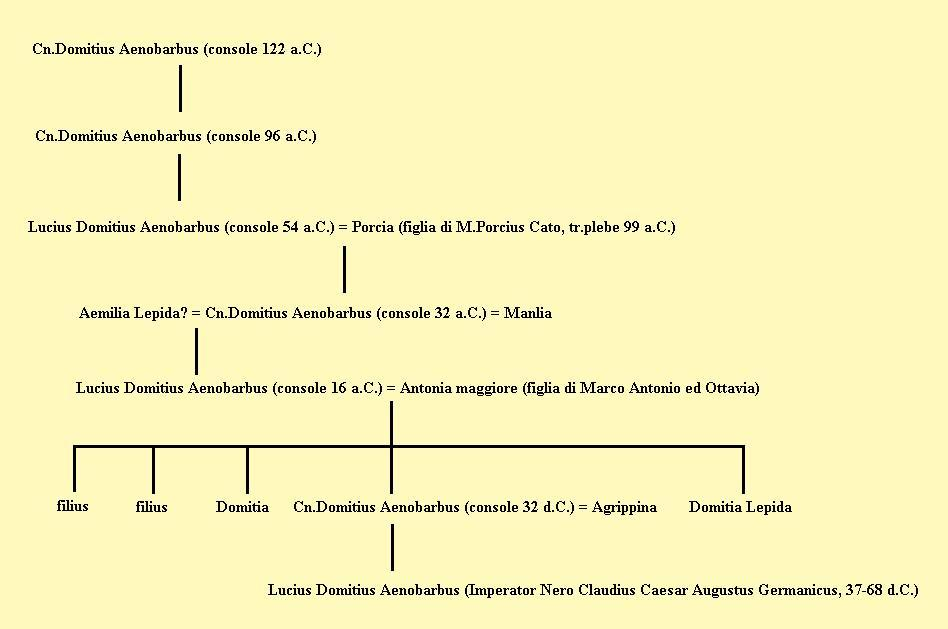
Discendenti di Gneo Domizio Enobarbo.

Appena eletto console si recò nella Gallia Transalpina per muovere guerra agli Allobrogi, colpevoli di aver dato asilo a Tutomotulo, re dei Salluvi (nemici dei Romani), che avevano devastato il territorio degli Edui, alleati di Roma. Nel 121 a.C., con l'assistenza del generale Quinto Fabio Massimo Allobrogico, sconfisse una coalizione di Allobrogi e dei loro alleati Arverni, comandata dal re Vituitus (o Bituitus),  presso l'oppidum di Vindalium, alla confluenza del Sulga e del Rodano. Dopo questa vittoria la pacificazione di questo territorio poté proseguire senza più incontrare una vera resistenza da parte delle popolazioni locali.
Nel 118 a.C. creò la colonia di Narbo Martius (Narbo è il nome locale del fiume e Martius deriva dal nome del dio Marte, cui la città venne dedicata), che divenne presto il centro principale della provincia della Gallia Narbonense.
Per collegare più facilmente la nuova colonia con l'Italia, Gneo Domizio Enobarbo ordinò la costruzione di una strada che prese il suo nome, la Via Domizia, che collega le Alpi alla valle del Rodano, arrivando fino ai Pirenei. Questa via, costruita inizialmente per scopi militari, fornì un forte stimolo per lo sviluppo dell'economia, e agevolò gli scambi commerciali della provincia con Roma e la Spagna.
Rientrato a Roma, divenne censore nel 115 a.C. con Lucio Cecilio Metello Diademato.
Morì nel 104 a.C., lasciando due figli, Gneo Domizio Enobarbo e Lucio Domizio Enobarbo.